# Kaštel
Kaštel is een plaats in de gemeente Buje in de Kroatische provincie Istrië. De plaats telt 516 inwoners (2001).